# Brignoles
Brignoles (okcitansko/provansalsko Brinhòla/Brignolo) je naselje in občina v jugovzhodni francoski regiji Provansa-Alpe-Azurna obala, podprefektura departmaja Var. Po oceni iz leta 2017 je naselje imelo 17.179 prebivalcev.

## Zgodovina
Gradnja dolmenov Adrets in Amarron priča o človeški naselitvi na ozemlju občine iz obdobja neolitika. Planota Brignoles je bila takrat le prostrano močvirje na robu reke Caramy, katere struga je pogosto menjala smer.
Ozemlje Brignoles so v antiki zasedli Suelteri, ki so na vrhu hribov zgradili številne oppidume. Rimljani so očistili zemljo in ob rimski cesti Via Aurelia zgradili številne vasi. Obnovljena pod Neronom (58 n. št.), je bila slednja označena z miljniki.
Na poti proti Flassansomu je bil odkrit zadrževalni zid rimske vile. Musée du Pays Brignolais ohranja številne ostanke iz antike in visokega srednjega veka, na primer Sumijski oltar (6. - 7. stoletje našega štetja), helenistični sarkofag s konca 2. stoletja našega štetja, zvon iz leta 1686,....

### Srednji vek
Brignoles je bil prvič naveden leta 558 v listini kralja  Hildeberta I. v zvezi s krajem La Celle. castrum brinoniae v bližini okrožja Saint-Pierre, ki je služil prebivalcem med napadi Saracenov.
Leta 1056 so gospodarji iz Brignolesa podarili Saint-Victor de Marseille cerkev Saint-Jean des Vignes, ki jo je zgradil bogat najemnik Baronus.
V 11. stoletju si mesto in njegovo ozemlje deli več gospodarjev. Dve veliki družini, družina Gualdrade (Geofroy de Rians, njegov zet, Sciocia njegova hči, Guillaume in Pons vnuki) in Ingilran, škof Cavaillon, podarjajo številne dežele, ki so na ozemlju Brignolesa, marsejskim redovnikom. Občina La Celle se je v 11. stoletju osamosvojila od Brignola.
Leta 1116 je Raimond Béranger I., grof Barcelone in Provanse, prišel v Brignoles, da bi presojal spor med menihi Saint-Victorja in nekaterimi gospodarji v zvezi z Nansom in Sollièsom. Sojenje poteka na okrožnem sodišču in curia comitis, apud castrum briniolam.
Brignoles je v 12. stoletju konzularno mesto, dokler mestni plemiči leta 1222 niso prenehali s konzulatom Raimonda Bérangerja V. Grofica Béatrice Saviska je ostala do svoje smrti v mestu po dogovoru z zetom.
Grofje Provanški, gospodarji Brignolesa, imajo tam veliko posesti in dom. Tu se rodijo grofje, od tod tudi ime Brignoles kot varuška in prebivališče kronskih otrok (nourrice et demeure des enfants de la couronne).
Katalonski grofje prebivajo v hiši, znani kot de la feu Lombarde, sedežu okrožnega sodišča ob sosednji cerkvi Saint-Sauveur, blizu katere vitezi gradijo svoj dom (zdaj rue des Lanciers).
Proti sredini 13. stoletja sta Karel II. Neapeljski in njegova žena Marie Madžarska ustanovila svojo rezidenco v starem utrjenem gradu (iz 11. stoletja), ki sta ga udobneje uredila. Leta 1274 sta se v tem gradu rodila njun najstarejši sin sveti Louis de Brignoles in d'Anjou, škof v Toulousu. Umrl je v starosti 23 let, 19. avgusta 1297, v prisotnosti celotnega dvora in svojega nekdanjega učitelja Jacquesa Duèzeja, bodočega papeža Janeza XXII. Sv. Ludvik postane zavetnik mesta, katerega  praznujejo 19. avgusta.
5. februarja 1321 je kralj Robert le Sage prebivalcem podelil pravico, da vsako leto izberejo dvanajst svetovalcev, ki se bodo ukvarjali z zadevami skupnosti.
Od leta 1339 do 1343 je bil Jean de Mora kastelan Brignolesa.
Leta 1403 sta Ludvik II. Anjou in aragonska kraljica Jolanda oprostila prebivalce nekaterih pristojbin v vsej Provansi in potrdila stare privilegije mesta. Leta 1449 je bil na dan svetega Antona, 17. januarja, Brignolesom podeljen letni sejem.
Od leta 1450 do 1452 je Brignoles doživel epidemijo kuge. Kuga se ponovno pojavi v letih 1491, 1494, 1498, 1507, 1545 in 1587 .
Leta 1453 je kralj René kljub protestu skrbnikov odtujil svoje pravice in tantieme nad mestecem Benoît de Auria.

### Pod kraljevino Francijo
28. novembra 1502 je v Brignolesu prvi zbor provansalskega parlamenta, ki ga Aix ni hotel sprejeti. 22. februarja 1506 so se člani parlamenta Aixa zaradi kuge prišli naselit v Brignoles.
15. julija 1536 je Karel V. s svojimi petdesetimi tisočimi ljudmi prečkal Var in oplenil Brignoles. Svoje ime je spremenil v Nicopolis, mesto zmage in vojvodstvo prepustil grofu Hornu. Toda leta 1537 ga je Franc I. odtujil v prid Jeana de Pontevèsu, gospodarja Carcèsa in Cotignaca, kraljevi in neposredni pristojnosti, ki jo je imel kralj od nekdaj v mestu. Franc I. je bil maja 1538 v Brignolesu tudi zmagoslavno sprejet.
28. avgusta 1563 so hugenoti vdrli v mesto, kot nakazuje napis na kamnu na št. 5 rue Poissonnerie. To so bila krvava leta, znana kot étrennes de Brignoles.

### Francoska revolucija
Malo pred francosko revolucijo so se pojavili nemiri. Poleg težav, ki so obstajale že več let, je bila letina 1788 slaba, zima 1788-89 pa zelo hladna. Neredi, ki jih je povzročila prehranska kriza, so se zgodili marca 1789: kmetje, ženske, kožarji so hodili po domovih bogatih, zahtevali odpuščanje dolgov in na koncu ropali zasebne hiše upravitelja. Sprva je bila reakcija sestavljena iz pošiljanja odreda vojske. Ustanovljen je bil tudi meščanski stražar, da prepreči novo vstajo. Nato so bili sproženi sodni postopki, vendar večina kazni ni bila izvršena.
Od 17. do 19. maja 1790 tristo mest in vasi Provence pošlje svoje predstavnike v Brignoles, da sklenejo zvezni pakt o medsebojni pomoči, če je potrebno, z orožjem.
Bonaparte je bil tam sprejet med italijanskimi vojnami in med obleganjem Toulona.
Začasna prefektura departmaja v času francoske revolucije, nato podprefektura do leta 1926, Brignoles dvakrat pozdravi papeža Pija VII..

### 20. in 21. stoletje
Od leta 1921 vsako leto okoli drugega tedna v aprilu poteka sejem provansalskih vin, ki ga redno obišče približno petsto razstavljavcev in skoraj petdeset tisoč obiskovalcev.
Nova podprefektura od leta 1975, je Brignoles, kljub zaprtju rudarskih in ladijskih centrov za boksit (izčrpani in nedonosni rudniki), v polnem razvoju, predvsem zaradi privlačnega sonca za številne upokojence, do kakovosti življenja, po nižjih cenah nepremičnin kot na obali.

## Geografija
Kraj leži v osrednjem delu departmaja Var ob reki Caramy, v bližini nekdanjih rudnikov boksita.
- Cerkev Saint-Sauveur.
- Mestna hiša.
- Vodnjak pred Palais de Justice.

## Administracija
Brignoles je sedež istoimenskega kantona, v katerega so poleg njegove vključene še občine Camps-la-Source, La Celle, Tourves, Le Val in Vins-sur-Caramy z 22.193 prebivalci.
Naselje je prav tako sedež okrožja, v katerem se nahajajo kantoni Aups, Barjols, Besse-sur-Issole, Brignoles, Cotignac, Rians, la Roquebrussanne, Saint-Maximin-la-Sainte-Baume in Tavernes s 107.054 prebivalci.

## Pobratena mesta
- Bruneck (Italija),
- Groß-Gerau (Nemčija),
- Szamotuły (Poljska),
- Tielt (Belgija.